# Aleksandar Kovacevic
Aleksandar Kovacevic (serb. Александар Ковачевић / Aleksandar Kovačević; ur. 29 sierpnia 1998 w Nowym Jorku) – amerykański tenisista.

## Kariera tenisowa
W 2023 roku zadebiutował w imprezie Wielkiego Szlema podczas French Open. Odpadł wówczas w pierwszej rundzie po porażce z Novakiem Đokoviciem.
Podczas US Open 2024 doszedł do półfinału miksta partnerując Tyrze Caterinie Grant.
W cyklu ATP Tour jest finalistą jednego turnieju singlowego, w Montpellier (2025).
W rankingu gry pojedynczej najwyżej był na 72. miejscu (16 września 2024), a w klasyfikacji gry podwójnej na 254. pozycji (3 kwietnia 2023).

### Finały w turniejach ATP Tour
| Legenda                                      |
| -------------------------------------------- |
| Wielki Szlem                                 |
| Igrzyska olimpijskie                         |
| Tennis Masters Cup / ATP Finals              |
| ATP Masters Series / ATP Tour Masters 1000   |
| ATP International Series Gold / ATP Tour 500 |
| ATP International Series / ATP Tour 250      |

#### Gra pojedyncza (0–1)
| Końcowy wynik | Nr | Data          | Turniej     | Nawierzchnia  | Przeciwnik            | Wynik finału        |
| ------------- | -- | ------------- | ----------- | ------------- | --------------------- | ------------------- |
| Finalista     | 1. | 2 lutego 2025 | Montpellier | Twarda (hala) | Félix Auger-Aliassime | 2:6, 7:6(7), 6:7(2) |